# شركة مناجم الفوسفات الأردنية
شركة مناجم الفوسفات الأردنية المساهمة العامة المحدودة، سجلت بوزارة العدلية في الثامن من تموز عام 1935، برأس مال مقداره ألف جنيه فلسطيني. وقد أسسها الشركاء السيد أمين قعوار وقد كان مفوضاً بالتوقيع باسم الشركة ورفعت المفتي وفرنسيس إملي نيوتن. وبدأ تشغيل منجم الرصيفة في العام ذاته. ومن الجدير بالذكر أنه تم اكتشاف الفوسفات بالأردن في منطقة الرصيفة وذلك عند شق سكة الخط الحديدي الحجازي في منطقتي الرصيفة والحسا.
توقف عام 1948 بسبب اندلاع الحرب، في العام 1949 تم تأسيس الشركة كشركة مساهمه محدودة ثم أعيد تأسيس الشركة كشركة مساهمة عامة عام 1953.

## محطات تاريخية
- عام 1962 بدأ تشغيل منجم الحسا، ثم
- عام 1979 بدأ تشغيل منجم الوادي الأبيض.
- عام 1982 بدأت عمليات تصنيع الأسمدة داخل المجمع الصناعي.
- عام 1986 تم شراء المجمع الصناعي.
- عام 1988 بدء تشغيل منجم الشيدية.
- عام 1992 تأسست الشركة الهندية الأردنية للكيماويات المحدودة في منطقة الشيدية جنوب الأردن لتصنيع حامض الفسفوريك العالي الجودة بطاقة إنتاجية تبلغ (224) ألف طن سنوياً.
- عام 1992 تأسست شركة الأسمدة اليابانية الأردنية (NJFC) في العقبة لإنتاج الأسمدة المركبة وسماد ثنائي فوسفات الأمونيوم بطاقة إنتاجية تبلغ (300) ألف طن سنوياً.
- عام 2007 تأسست شركة الأبيض للأسمدة والكيمياويات كشركة حليفة وتبلغ نسبة مساهمة شركة الفوسفات فيها 25 %.
- عام 2007 تأسست شركة مناجم لتطوير التعدين.
- عام 2008 تأسست الشركة الأردنية الهندية للأسمدة "JIFCO " وتبلغ نسبة مساهمة الفوسفات فيها 48%.
- عام 2009 تم إنشاء شركة بترو جوردن أبدي في إندونيسيا لإنتاج حامض الفوسفوريك وتبلغ نسبة مساهمة شركة الفوسفات فيها 50%.
- عام 2010 تم إنشاء ميناء جديد لتصدير الفوسفات في العقبة.

## المنتجات
تنتج شركة مناجم الفوسفات الأردنية المواد التالية:
- الفوسفات
- سماد فوسفات ثنائي الأمونيوم
- حمض الفسفوريك: يتم إنتاج 900 – 1310 طن يومياً من حامض الفوسفوريك المخفف (P2O5 28%).[2]
- حمض الكبريتيك: يتم إنتاج حامض الكبريتيك في وحدتين بتركيز 98.5 % وبطاقة تضمينية 2500 طن /يوم لكل وحدة حيث يتم إنتاج الحامض من مادة الكبريت التي يتم استيرادها من الدول العربية المجاورة كالعراق والسعودية أو من بعض الدول الأجنبية كروسيا.
- فلوريد الألمنيوم